# 帕科·羅卡
弗朗西斯科·馬丁尼茲·羅卡（西班牙語：Francisco Martínez Roca，1969年—）是西班牙瓦倫西亞出身；以「帕科·羅卡」（Paco Roca）為筆名的男性漫畫家、插畫家。

## 經歷
在投入漫畫家生涯前、帕科·羅卡於廣告界内工作，並在其中學習美術技巧方法。
1994年帕科·羅卡開始將創作的漫畫投稿，起初於《Kiss Comix》及《El Víbora》等兩份偏向成人情色題材內容的雜誌上發表作品。隨後帕科·羅卡也嘗試繪製過3D畫面風格的漫畫系列《Road Cartoons》，和以家鄉西班牙歷史上人事物為題材改編的作品，如將薩爾瓦多·達利為故事人物的《陰險遊戲》（El juego lúgubre）、或是以西班牙內戰事件作為劇情的《燈塔》（El Faro）等等。
帕科·羅卡在2007年發表以老年人為題材的漫畫《歡樂皺紋》（Arrugas），該部作品除了獲得2008年西班牙國家漫畫獎外、也於2011年則由動畫導演伊格納西奧·費雷拉斯改編成同名動畫，而帕科·羅卡亦在該片負責編劇方面處理。

## 個人作品

### 漫畫
- 陰險遊戲（El juego lúgubre、2001年）
- 阿罕布拉之子（Hijos de la Alhambra、2003年）
- 燈塔（2005年）
- 皺紋（2007年）
- 沙之街（Las calles de arena、2009年）
- 情感面的世界巡迴演出（Emotional World Tour、2009年）
- 森德羅斯先生（Senderos、2009年）
- 冬季裡的漫畫家（El invierno del dibujante、2010年）
- 睡衣男子的回憶錄（Memorias de un hombre en pijama、2011年）
- 幸運的痕跡（Los surcos del azar、2013年）
- 家(La Casa, 2016年)

### 書籍插圖
- 變形記（metamorfosis、2011年）